# Altra (ПО)
Altra Recce-Strike Software Platform — информационная система военного назначения, разработка немецкой компании Helsing. Предназначена для интеграции и поддержки взаимодействия всех средств на поле боя на основе искусственного интеллекта. Позволяет ускорить определение целей и повысить точность поражения. Обеспечивает взаимодействие дронов и элементов систем разведки и наблюдения в условиях насыщенности средствами радио-электронной борьбы (РЭБ), обеспечивая работу артиллерии и других средств поражения с высокой скоростью и точностью.